# Klokočí (ort i Tjeckien, lat 50,60, long 15,22)
Klokočí är en ort i Tjeckien. Den ligger i den norra delen av landet, 80 km nordost om huvudstaden Prag. Klokočí ligger 383 meter över havet och antalet invånare är 162.
Terrängen runt Klokočí är kuperad åt nordost, men åt sydväst är den platt.Runt Klokočí är det ganska tätbefolkat, med 65 invånare per kvadratkilometer. Närmaste större samhälle är Jablonec nad Nisou, 14,3 km norr om Klokočí. Omgivningarna runt Klokočí är en mosaik av jordbruksmark och naturlig växtlighet.